# 游元
游元（6世纪—613年），字楚客，广平郡任县（今河北省任县）人，北齐、北周、隋朝人物，游宝藏之子。
游元十六岁时，北齐司徒徐显秀召他为参軍事。北周灭北齐，历任北周寿春县令、譙州司馬，有能名。隋文帝開皇年間，担任殿内侍御史。晋王杨广担任揚州总管，游元为其属下法曹参軍。父亲游宝藏去世，守丧去職。後为内直監。隋煬帝即位，担任尚書度支郎。
612年（大業八年），隋第二次遠征高句麗，兼左驍衛長史，監軍蓋牟道。受位朝請大夫，兼治書侍御史。宇文述大敗，游元审查他的战敗責任。宇文述依靠权勢，想要請託游元，游元率直糾弹宇文述之罪。
613年（大業九年），游元在黎阳监督运输，楊玄感作乱，想让他参加，游元不从，杨玄感将他抓起来。多次威脅，游元不肯屈服，于是被殺害。隋朝追贈他为銀青光禄大夫。
其子游仁宗，官至正議大夫、弋陽郡通守。